# DPMO
DPMO es el acrónimo de defectos por millón de oportunidades. Es la medida de la eficiencia de un proceso.

## Cálculo
Se calcula con la siguiente fórmula:
DPMO = ( 1.000.000 x Número de defectos) / (Número de unidades x Número de oportunidades)
Donde:
- Número de defectos es la cantidad de unidades o no conformidades fuera de especificación encontradas en una cierta cantidad de unidades tomadas como muestra.
- Número de unidades es la cantidad de piezas o elementos de muestra producidos.
- Número de oportunidades es la cantidad de defectos posible dentro de una misma pieza o unidad.

Los DPMO son una manera de calcular la llamada capacidad de una determinada característica de un proceso. Se aplica cuando esa “característica” es un conteo de defectos de un producto o servicio (no-conformidades de un producto manufacturado o de un servicio otorgado). Es, además, un indicador muy utilizado en Seis Sigma.

### Ejemplo
Una empresa de servicios emite 430 facturas por mes. Cada una de las facturas tiene tres errores posibles:
1. Monto incorrecto
2. Nombre del usuario incorrecto
3. Dirección postal incorrecta

En un mes se detectan un total de 23 defectos, sin discriminar el tipo y sin tener en cuenta si existen facturas con uno solo o más de un defecto.
El DPMO del proceso de facturación para ese mes resulta entonces 17,829.45 errores o defectos por cada millón de facturas emitidas.